# Arnold Wycombe Gomme
Arnold Wycombe Gomme (* 16. November 1886 in London; † 17. Januar 1959 in Glasgow) war ein britischer Klassischer Philologe und Althistoriker, der von 1911 bis 1956 an der University of Glasgow wirkte.

## Leben
Arnold W. Gomme, der Sohn der Volkskundler Laurence und Alice Gomme, studierte Klassische Philologie am Trinity College der Cambridge University. Ab 1911 lehrte er an der University of Glasgow als Assistant Lecturer in Greek and Greek History.
Während des Ersten Weltkriegs diente er als 2nd Lieutenant im Interpreter’s Corps. Von November 1914 bis November 1915 war er beim Expeditionscorps der britischen Armee in Frankreich eingesetzt, wechselte dann zum Army Service Corps und zum Geheimdienst in Thessaloniki, wo er im April 1916 zum Lieutenant befördert wurde. Nach Verwundung wurde er kurze Zeit vom Dienst befreit. Die restliche Kriegszeit (bis Januar 1919) verbrachte er beim General Service Corps in Athen und Konstantinopel. Anders als seine zwei Brüder überlebte er den Krieg und kehrte nach Glasgow zurück.
1946 wurde er zum Professor of Greek ernannt und im folgenden Jahr in die British Academy gewählt. Im Jahr 1951/1952 lud ihn die University of California, Berkeley als Sather Professor ein, 1955 war er Visiting Fellow an der British School at Athens. 1957 trat Gomme im Alter von 70 Jahren in den Ruhestand. Er starb zwei Jahre später.
Gomme beschäftigte sich besonders mit der griechischen Geschichte und ihren literarischen Grundlagen in der Geschichtsschreibung. Sein magnum opus war ein historischer Kommentar zum Geschichtswerk des Thukydides, der ab 1945 in mehreren Bänden erschien. Widrige Umstände – Gomme wurde ein Koffer mit zahlreichen Aufzeichnungen gestohlen – verhinderten, dass er das Werk vor seinem Tod abschließen konnte. Die letzten Bände wurden von Antony Andrewes und Kenneth Dover nach Gommes Entwürfen verfasst.

## Schriften (Auswahl)
- The Population of Athens in the Fifth and Fourth Centuries B.C. Oxford 1933
- Essays in Greek History and Literature. Oxford 1937
- Greece. Oxford 1945
- A Historical Commentary on Thucydides. Fünf Bände, Oxford/Toronto 1945–1981
  - Band 1: Introduction and Commentary on Book I. Oxford/Toronto 1945
  - Band 2–3: The Ten Years’ War (Books II–III and Books IV–V). Oxford/Toronto 1956
  - Band 4: Books V.25–VII (mit A. Andrewes und K. Dover). Oxford 1970
  - Band 5: Book VIII (mit A. Andrewes und K. Dover). Oxford 1981
- The Greek Attitude to Poetry and History. Berkeley/Los Angeles 1954 (Sather Classical Lectures 27)
- David A. Campbell (Hrsg.): More Essays in Greek History and Literature. Oxford 1962